# Erlebnis Erde
Erlebnis Erde ist eine wöchentlich ausgestrahlte Dokumentations- und Reportagereihe des Ersten. In der Reihe werden Naturfilme aus Deutschland und dem Ausland präsentiert.
Ausgestrahlt wird die 45-minütige Sendung am Montag um 20:15 Uhr im Ersten. Die Reihe zeigt ein breites Spektrum von Naturfilmen. Gezeigt werden Aufnahmen aus der Tier- und Pflanzenwelt, Beiträge aus der heimischen Natur, sowie Naturaufnahmen aus der ganzen Welt. Erstmals ausgestrahlt wurde Erlebnis Erde am 15. Januar 2007 im Ersten.
Gezeigt werden u. a. Produktionen vom NDR, WDR, BR und RBB und internationale Produktionen. Die Dokumentationen wurden zum größten Teil in High Definition gedreht.
Für die vom NDR produzierten zweiteiligen Episode „Mythos Wald“ wurde beispielsweise eine 3-jährige Produktionszeit mit 400 Drehtagen, 150 Stunden Rohmaterial benötigt. Es wurde an 50 Orten in Deutschland, Österreich und Dänemark gedreht.

## Auszeichnungen
- 2011: Nominierung für den 8. Quotenmeter.de – Fernsehpreis in der Kategorie Beste non-fiktionale Serie oder Dokumentation[1]